# Ruperto di Salisburgo
Ruperto di Salisburgo (... – Salisburgo, 27 marzo 718) fu vescovo di Worms e vescovo e abate di Salisburgo, considerato l'apostolo di Baviera e di Carinzia; è venerato come santo dalla Chiesa cattolica.

## Biografia

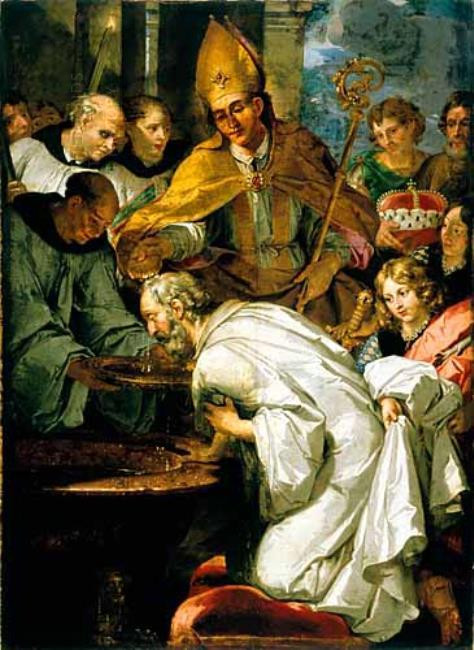
L'evangelizzazione della Baviera ed il battesimo del duca Teodone II di Baviera da parte del vescovo Ruperto, Franciscus de Neve (II) (c. 1670).

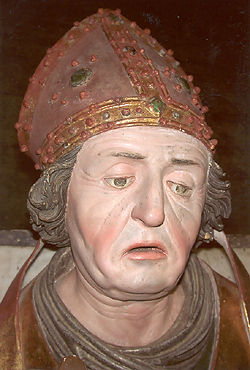
Particolare della statua gotica di san Ruperto conservata nella parrocchiale di S. Caterina a Dornbach (Malta) in Carinzia, Austria.

Era figlio di Chrodberto, cancelliere del re Clotario III, e Theodrade, dunque discendente dal casato dei Robertingi, di una nobile famiglia di conti che dominavano nella regione del medio e alto Reno, Ruperto ricevette a Worms una formazione ecclesiastica. In seguito venne nominato vescovo di Worms.
In seguito si sentì spinto alla predicazione itinerante e quindi colse l'occasione ed accettò la richiesta del duca Teodone II di Baviera, lasciò gli incarichi vescovili e partì per la Baviera attorno al 700. La sua opera di evangelizzazione lo spinse a Ratisbona (allora capitale della Baviera) e Lorch (Austria) ottenendo buoni risultati in tutta la Baviera. 
Successivamente, ottenuto il permesso e la protezione del duca Teodone II, fondò dapprima una chiesa dedicata a san Pietro sul lago Wallersee a Seekirchen vicino all'odierna Salisburgo (allora sotto il ducato di Baviera) e poi un monastero la celebre abbazia di San Pietro nei pressi dell'antica città romana di Juvavum sul fiume Salzach. Questo monastero, il più antico di tutta l'area germanica, costituì il nucleo intorno al quale egli rifondò la città di Salisburgo.
Nella costruzione del monastero Ruperto, che ne divenne il primo abate, venne affiancato da dodici compagni suoi conterranei, tra i quali Cunialdo e Gislero, che divennero poi santi. Non lontano dal monastero maschile sorse anche quello femminile, l'abbazia di Nonnberg, retto dalla badessa santa Erentrude, nipote di Ruperto. L'evangelizzazione proseguì e fu proficua anche in Carinzia.
Ruperto morì il 27 marzo 718, giorno di Pasqua, e il 27 marzo è il giorno in cui viene celebrata la sua memoria liturgica. Il suo corpo si trova nel duomo di Salisburgo.

## Ascendenza
|                       |   |                      | Genitori |  |  | Nonni |  |  | Bisnonni              |  |  | Trisnonni            |  |
|                       |   |                      |          |  |  |       |  |  | Crodoberto I di Tours |  |  | Cariberto di Hesbaye |  |
|                       |   |                      |          |  |  |       |  |  | Crodoberto I di Tours |  |  | Cariberto di Hesbaye |  |
|                       |   | Wulfgurd             |          |  |  |       |  |  | Crodoberto I di Tours |  |  |                      |  |
| Lamberto I di Hesbaye |   |                      |          |  |  |       |  |  | Crodoberto I di Tours |  |  |                      |  |
|                       |   | Glismonda di Baviera | …        |  |  |       |  |  |                       |  |  |                      |  |
|                       |   | Glismonda di Baviera | …        |  |  |       |  |  |                       |  |  |                      |  |
|                       |   | Glismonda di Baviera | …        |  |  |       |  |  |                       |  |  |                      |  |
| Crodoberto II         |   | Glismonda di Baviera |          |  |  |       |  |  |                       |  |  |                      |  |
|                       |   | …                    | …        |  |  |       |  |  |                       |  |  |                      |  |
|                       |   | …                    | …        |  |  |       |  |  |                       |  |  |                      |  |
|                       |   | …                    | …        |  |  |       |  |  |                       |  |  |                      |  |
| …                     |   | …                    |          |  |  |       |  |  |                       |  |  |                      |  |
|                       |   | …                    | …        |  |  |       |  |  |                       |  |  |                      |  |
|                       |   | …                    | …        |  |  |       |  |  |                       |  |  |                      |  |
|                       |   | …                    | …        |  |  |       |  |  |                       |  |  |                      |  |
| Ruperto di Salisburgo |   | …                    |          |  |  |       |  |  |                       |  |  |                      |  |
|                       | … | …                    |          |  |  |       |  |  |                       |  |  |                      |  |
|                       | … | …                    |          |  |  |       |  |  |                       |  |  |                      |  |
|                       | … | …                    |          |  |  |       |  |  |                       |  |  |                      |  |
| …                     | … |                      |          |  |  |       |  |  |                       |  |  |                      |  |
|                       |   | …                    | …        |  |  |       |  |  |                       |  |  |                      |  |
|                       |   | …                    | …        |  |  |       |  |  |                       |  |  |                      |  |
|                       |   | …                    | …        |  |  |       |  |  |                       |  |  |                      |  |
| Théodrada             |   | …                    |          |  |  |       |  |  |                       |  |  |                      |  |
|                       |   | …                    | …        |  |  |       |  |  |                       |  |  |                      |  |
|                       |   | …                    | …        |  |  |       |  |  |                       |  |  |                      |  |
|                       |   | …                    | …        |  |  |       |  |  |                       |  |  |                      |  |
| …                     |   | …                    |          |  |  |       |  |  |                       |  |  |                      |  |
|                       |   | …                    | …        |  |  |       |  |  |                       |  |  |                      |  |
|                       |   | …                    | …        |  |  |       |  |  |                       |  |  |                      |  |
|                       |   | …                    | …        |  |  |       |  |  |                       |  |  |                      |  |
|                       |   | …                    |          |  |  |       |  |  |                       |  |  |                      |  |